# قطراني العلياء الأولى(بوزي)
قطراني العلياء الأولى (بالفارسية: قطرانی علیایک) هي منطقة سكنية تقع في إيران في قسم بوزي الريفي. يقدر عدد سكانها بـ 22 نسمة بحسب إحصاء 2016.